# Park na Niskich Łąkach
Park na Niskich Łąkach (niem. Hollandwiese, Volkspark) – park we Wrocławiu położony w obrębie dawnego osiedla Rakowiec, na północnym, prawym brzegu rzeki Oława.
Park ograniczony jest od wschodu ulicą Na Niskich Łąkach, od północy torem wyścigów PZ Motu i dalej boiskiem klubu Polonia Wrocław. Przebiegająca przez zachodnią część parku Żabia Ścieżka dochodzi do ulicy Okólnej, przy której kończy się teren tego pasa zieleni parkowej. Do parku z Przedmieścia Oławskiego można dostać się przez rzekę Oława przeprawami: Mostem Żabia Ścieżka lub Mostem Rakowieckim (położonym w ciągu ulicy Na Niskich Łąkach).
Nazwa własna Park na Niskich Łąkach została nadana temu obszarowi zieleni miejskiej odpowiednią uchwałą Rady Miejskiej Wrocławia z dnia 9 października 1993 roku nr LXXI/454/93 w sprawie nazw parków i terenów leśnych istniejących we Wrocławiu.